# Playa de Luaña
La playa Luaña o Cóbreces está situada en el municipio de Alfoz de Lloredo, en Cantabria (España), aunque también puede accederse a ella desde su margen oeste, descendiendo desde la localidad de Trasierra perteneciente al municipio de Ruiloba.
Tras la reforma de su entorno, que se llevó a cabo en el año 2008, va perdiendo un volumen creciente de su arena, lo que está dejando al descubierto piedras y rocas. Galardonada repetidamente con la bandera azul, ha perdido este galardón, al menos desde el año 2007.

## Etimología
El topónimo «Luaña» es de origen prerromano, y forma parte de la serie de topónimos «Lúa», «Luarca», «Luía», «Luaces», «Luou», «Luanco», «Lueiro», etc. Podría derivar de una forma indoeuropea *lou- 'lavar', o bien *leu- 'sucio, (fango)', o incluso *leu-, 'piedra'.